# Osann-Monzel

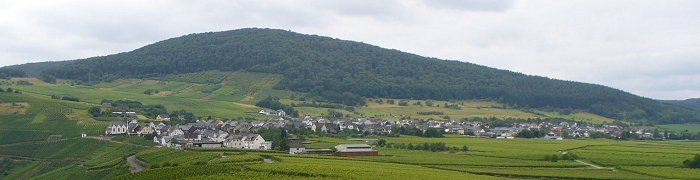
Ortsteil Monzel am Monzeler Hüttenkopf

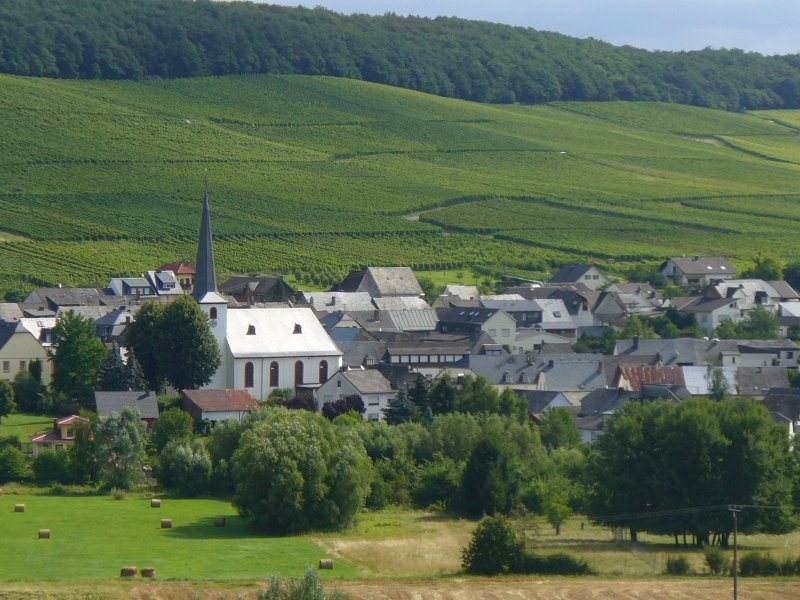
Ortsteil Osann am Noviander Hüttenkopf

Osann-Monzel an der Mosel ist eine Weinbaugemeinde im Landkreis Bernkastel-Wittlich in Rheinland-Pfalz und besteht aus den 1969 zusammengeschlossenen Ortsteilen Osann und Monzel. Die Ortsgemeinde gehört der Verbandsgemeinde Wittlich-Land an.

## Geographie
Die Gemeinde Osann-Monzel befindet sich an der Mittelmosel, auf einer Anhöhe in ein (Monzel) bis zwei (Osann) Kilometer Entfernung vom Fluss. Der Ort liegt auf etwa 180 Metern über Normalnull, zwischen dem Monzeler Hüttenkopf und dem Noviander Hüttenkopf, in einem Seitental durch das im Tertiär eine Flussschleife der Mosel führte.
Der Schimmelsberg aufm Hüttenberg auf der Gemarkung von Monzel gilt mit 434,1 m ü. NHN als die höchste Erhebung der Moselberge.

## Geschichte
Das Gebiet von Osann-Monzel wurde vermutlich erstmals während der Römerzeit besiedelt, nachdem Julius Caesar (100 v. Chr. bis 44 v. Chr.) Eifel und Mosel dem römischen Reich einverleibt hatte. In der Gemarkung Monzel wurden Trümmer gefunden, die als eine römische Villa rustica, also ein landwirtschaftliches Einzelgehöft, gedeutet wurden. Nach dem Ende der römischen Herrschaft gehörte das Gemeindegebiet ab 510 zum Frankenreich und nach dessen Teilung ab Mitte des 9. Jahrhunderts zu Lothringen. Lothringen seinerseits wechselte einige Male seine Zugehörigkeit zwischen dem ostfränkischen und dem westfränkischem Reich. Schließlich gehörte seit 925 das Gemeindegebiet, wenn auch mit Unterbrechungen, zum westlichen Grenzgebiet Deutschlands.
Es sind keine direkten urkundlichen Erwähnungen aus dieser Zeit bekannt, dennoch wird angenommen, dass sowohl Osann als auch Monzel schon im 7. oder 8. Jahrhundert gegründet wurden. Sicher ist, dass diese Orte seit wenigstens 950 existierten. Das ist aus einer Aufzählung von Besitztümern der Trierer Abtei Sankt Martin zu dieser Zeit bekannt, in der „osanna“ und „muncele villam“ genannt werden. Diese erste urkundliche Erwähnung wurde auf das Jahr 1008 datiert.
Ein wichtiger Grundherr in Monzel blieb das Kloster Himmerod. 1323 bekannte Graf Johann I. von Saarbrücken, dass er die Vogtei im Hamm, Mettlach und Osann als Lehen von Erzbischof Balduin von Trier trage, alle verafterlehnt. 1412 gab Graf Philipp I. von Nassau-Saarbrücken den Grafen von Daun und zu Bruch Osann und Monzel als Afterlehen. Von diesem kamen Osann und Monzel dann als Heiratsgut an die Grafen von Manderscheid.
Ab der Mitte des 16. Jahrhunderts bestand in Osann eine große jüdische Gemeinschaft, die in der Mitte des 19. Jahrhunderts einen Anteil von fast 15 % der Gesamtbevölkerung hatte. Eine Synagoge bestand in Osann bereits vor 1898. Als diese wegen Baufälligkeit nicht mehr genutzt werden konnte, wurde 1898 eine neue, durch Spenden finanzierte Synagoge errichtet. Durch die Repressalien des NS-Regimes wohnte im Mai 1939 kein jüdischer Einwohner mehr im Ort. Der jüdische Friedhof Osann liegt nordwestlich des Ortes an einem Feldweg in Richtung Schützenhaus.
Ab 1794 standen die beiden Orte unter französischer Herrschaft, 1815 wurden sie auf dem Wiener Kongress dem Königreich Preußen zugeordnet.
Osann wurde Sitz der Bürgermeisterei Osann im Landkreis Wittlich.
Seit 1946 sind die Orte Teil des damals neu gegründeten Landes Rheinland-Pfalz. Am 7. Juni 1969 wurden die Gemeinden Osann und Monzel aufgelöst, aus den aufgelösten Gemeinden wurde die neue Gemeinde Osann-Monzel gebildet.

### Statistik zur Einwohnerentwicklung
Entwicklung der Einwohnerzahl von Osann-Monzel bezogen auf das heutige Gemeindegebiet; die Werte von 1871 bis 1987 beruhen auf Volkszählungen:
| Jahr | Einwohner |
| 1815 | 887       |
| 1835 | 1.167     |
| 1871 | 1.384     |
| 1905 | 1.398     |
| 1939 | 1.427     |

| Jahr | Einwohner |
| 1950 | 1.533     |
| 1961 | 1.527     |
| 1970 | 1.487     |
| 1987 | 1.442     |
| 2005 | 1.646     |

| Jahr | Einwohner |
| 2010 | 1.611     |
| 2014 | 1.612     |
| 2015 | 1.646     |
| 2020 | 1.724     |

## Religion
Osann-Monzel ist überwiegend römisch-katholisch geprägt. Die Pfarreien St. Peter Osann und St. Nikolaus Monzel gehören der zum 1. Januar 2022 gegründeten Pfarreiengemeinschaft St. Matthias – Rechts und Links der Mosel an.

## Politik

### Gemeinderat
Der Gemeinderat in Osann-Monzel besteht aus 16 Ratsmitgliedern, die bei der Kommunalwahl am 9. Juni 2024 gewählt wurden, und dem ehrenamtlichen Ortsbürgermeister als Vorsitzendem. Die 16 Sitze im Gemeinderat verteilen sich auf eine Wählergruppe.

### Bürgermeister
Bisherige Bürgermeister der Gemeinde:
- 1969–1982: Josef Müller
- 1982–1984: Ewald Marmann
- 1984–1994: Rudolf Plum
- 1994–1999: Hans-Heinrich Kahl
- 1999–2014: Matthias Stoffel[11][12]
- seit 2014: Armin Kohnz[13][14]

### Wappen
| Wappen von Osann-Monzel | Blasonierung: „Schild gespalten, hinten geteilt, vorne in Silber ein rotes Balkenkreuz, hinten in Gold ein roter Zickzackbalken, unten in Grün goldene Traube mit Blatt neben zwei goldenen Ähren.“ |
| Wappen von Osann-Monzel | Wappenbegründung: Die vordere Schildhälfte deutet auf die ehemalige Zugehörigkeit zu Kurtrier. In der hinteren Schildhälfte verweist der Zickzackbalken auf die frühere Grundherrschaft und mittlere Gerichtsbarkeit der Grafen von Manderscheid-Blankenheim, Weintraube und Ähre sind Hinweis auf Weinbau und Landwirtschaft. Das Wappen wurde am 13. März 1972 von der Bezirksregierung Trier genehmigt. |

## Kultur und Sehenswürdigkeiten

### Kulturdenkmäler
In Osann-Monzel gibt es 28 Bauwerke, die in der Liste der Kulturdenkmäler der Generaldirektion Kulturelles Erbe Rheinland-Pfalz aufgeführt sind.
In der katholischen Pfarrkirche Sankt Peter Osann befindet sich eine Orgel des österreichisch-deutschen Orgelbauers Anton Turk.

### Naturdenkmäler
Einziges Naturdenkmal der Gemeinde ist die sogenannte „Siegeslinde“ am Kriegerdenkmal in Osann, die nach dem Ende des Deutsch-Französischen Krieges im Jahre 1871 gepflanzt wurde.

### Vereine
In Osann-Monzel gibt es ca. 20 Vereine und Institutionen. Die Angebote reichen von Sport (Fußball, Tennis, Tischtennis, Schießsport, Motorsport) über Kultur (Musik, Chöre, Theater, Tanz, Karneval, Heimatpflege) bis zu Geselligkeit (Frauengemeinschaft) und Förderkreisen der beiden Kirchengemeinden.

## Wirtschaft und Infrastruktur

### Tourismus
Seit 2008 führen der Mosel-Camino als Teil des Jakobswegs nach Santiago de Compostela und seit 2014 der Moselsteig durch den Ort.
Seit August 2021 führt der Eifel-Pilger-Radweg von Himmerod über Klausen durch den Ort bis an die Mosel.

### Weinlagen in Osann-Monzel
- Osanner Kirchlay
- Osanner Rosenberg
- Monzeler Kätzchen
- Monzeler Paulinslay

Wie überall im Anbaugebiet Mosel werden überwiegend Riesling, Müller-Thurgau und Dornfelder angebaut.

### Medizinische Versorgung
In Osann-Monzel gibt es einen Allgemeinmediziner sowie einen Zahnarzt und einen Pflegedienst. Überregionale sowie Intensiv-Versorgung bietet das Verbundkrankenhaus Bernkastel-Wittlich mit seinen Standorten in Wittlich und Bernkastel-Kues.

### Bildung
In Osann-Monzel gibt es eine Grundschule im Ortsteil Osann, die in einem denkmalgeschützten Gebäude untergebracht ist. Die Kindertagesstätte „Zwergenvilla“ befindet sich ebenfalls in einem denkmalgeschützten Gebäude im Ortsteil Monzel. In der Kreisstadt Wittlich (12 km) sowie in Bernkastel-Kues (10 km) finden sich weitere weiterführende Schulen.

### Ansässige Unternehmen
- CTR Fahrzeugtechnik GmbH, 100 Beschäftigte

## Persönlichkeiten
- Hugo Pfeil (* 1885 in Bassenheim; † 1967 in Monzel), römisch-katholischer Priester, Opfer des NS-Regimes und Träger des Bundesverdienstkreuzes
- Alfons Bonnekoh (1930–2024), Sportmediziner
- Christa Klaß (* 1951 in Osann), Ökonomierätin, von 1994 bis 2014 Abgeordnete des Europäischen Parlamentes
- Thomas Streit (* 1965), ehemaliger deutscher Fußballspieler